# Локридж, Рокки
Рокки Локридж (10 января 1959 — 7 февраля 2019) — американский боксёр-профессионал, выступавший в полулёгкой и второй полулёгкой весовых категориях. Чемпион мира во втором полулёгком весе по версиям WBA (25 февраля 1984 — 19 мая 1985) и IBF (9 августа 1987 — 23 июля 1988).

## Биография
Рокки Локрижд родился 10 января 1959 года в городе Такома (штат Вашингтон, США). 9 августа 1978 года провёл свой дебютный поединок на профессиональном ринге, победив техническим нокаутом Тони Рида (4-13-1). 18 сентября 1979 года победил единогласным судейским решением Джеральда Хэйса (17-12-3) и завоевал титул чемпиона штата Нью-Джерси в полулёгком весе, а 19 февраля 1980 года победил техническим нокаутом Фела Клемента (13-10-2) и завоевал титул чемпиона США в полулёгком весе. 
4 октября 1980 года провёл поединок за титул чемпиона мира в полулёгком весе по версии WBA против панамца Эусебио Педрозы (27-3), проиграв тому решением большинства судей, это поражение стало первым для Локриджа на профессиональном ринге. 6 апреля 1981 года вновь выиграл титул чемпиона Нью-Джерси в полулёгком весе, победив единогласным судейским решением Эдвина Льюиса Ривьеру (7-3). 22 августа 1981 года в поединке за титул чемпиона США в полулёгком весе был нокаутирован пуэрториканцем Хуаном Лапорте (17-2), это поражение стало единственным досрочным в карьере Локриджа. 24 апреля 1983 года вновь встретился в ринге с Эусебио Педрозой (33-3-1) в поединке за титул чемпиона по версии WBA в полулёгком весе, проиграв тому единогласным судейским решением.
26 февраля 1984 года нокаутировал непобежденного американского боксёра Роджера Мейвезера (17-0) и завоевал титул чемпиона мира по версии WBA во втором полулёгком весе. После победы над Мейвезером провёл две успешные защиты титула: 12 июня 1984 года победил техническим нокаутом южнокорейского боксёра Ти Джин Муна и 27 января 1985 года победил техническим нокаутом тунисца Камеля Бу-Али (17-2-1). Однако 15 мая того же года проиграл титул решением большинства судей пуэрториканцу Вильфредо Гомесу (41-2-1).
3 августа 1986 года проиграл решением большинства судей в поединке за титул чемпиона мира по версии WBC во втором полулёгком весе непобеждённому мексиканцу Хулио Сесару Чавесу (52-0). 9 августа 1987 года Локридже победил австралийца Барри Майкла (48-8-3), ввиду отказа того от продолжения поединка после 8-го раунда и выиграл титул чемпиона мира во втором полулёгком весе по версии IBF. 25 октября 1987 года победил доминиканца Джонни де ла Росу (33-2) и защитил титул, а 2 апреля 1988 года единогласным судейским решением победил своего соотечественника — Гарольд Найт (19-0) и вновь защитил свой титул. 23 июля 1988 года проиграл единогласным судейским решением Тони Лопесу (29-1) и утратил свой титул. 5 марта 1989 года между Лопесом и Локриджем состоялся реванш, который завершился также как и первый бой. После второго поражения от Лопеса, Рокки провёл ещё три поединка, два из которых проиграл.

## После бокса
После завершения профессиональной карьеры, Локридж не имея образования, вынужден был заниматься низкоквалифицированным трудом. Сменив несколько мест работ, бывший чемпион стал злоупотреблять наркотическими и алкогольными веществами. Вследствие маргинального образа жизни, в середине 1990-х Рокки вступил в социальный конфликт с семьей и начал вести криминальный образ жизни. В 1997 году он был арестован по обвинению в совершении кражи, был осужден и получил в качестве наказания 27 месяцев лишения свободы. В 1999 году Локридж вышел на свободу и начал вести бродяжнический образ жизни. Из-за хронических проблем с алкоголем и наркотиками, он в 2006 году перенес инсульт и оказался в приюте для бездомных в городе Камден вследствие отсутствия социальных связей с родственниками. Последние годы жизни Локридж испытывал материальные трудности и вынужден был жить на социальное пособие. Рокки Локридж скончался 7 февраля 2019 года.